# Альбек

Альбек — громада в провінції Каринтія, Австрія.

## Сусідні громади
|          | Предліц-Туррах | Дойч-Гріффен             |
| Райхенау |                | Вайтенсфельд-ім-Гуркталь |
| Гнесау   |                | Штеєрберг                |